# حارة بيت عاطف (صنعاء)
بيت عاطف هي إحدى حارات حي سدس الروض بمدينة الروضة شمال العاصمة اليمنية "صنعاء"، بلغ تعداد سكانها 1068 نسمة حسب تعداد اليمن لعام 2004.